# Yo-yo

Illustrazione dal brevetto americano del 1866

Lo yo-yo, conosciuto in italiano anche come rocchetto, è un giocattolo nonché un attrezzo di giocoleria. Consiste in due coppette unite da un asse centrale o da un cuscinetto a sfera in metallo e un cordino di cotone o fibre sintetiche come nylon e poliestere, avvolto attorno all'asse.

## Etimologia e storia
La parola yo-yo deriva probabilmente dal termine ilocano yóyo, o da una parola affine delle Filippine.
Un dipinto vascolare greco del 440 a.C. mostra un ragazzo che gioca con uno yo-yo. I documenti greci del periodo descrivono giocattoli fatti di legno, metallo o terracotta dipinta (argilla cotta).

### Prima compagnia yo-yo
Nel 1928, Pedro Flores, un immigrato filippino negli Stati Uniti, aprì la Yo-yo Manufacturing Company a Santa Barbara, in California. L'attività è iniziata con una dozzina di giocattoli fatti a mano; nel novembre 1929, Flores gestiva due ulteriori stabilimenti a Los Angeles e Hollywood, che insieme impiegavano 600 lavoratori e producevano 300.000 unità al giorno.
La principale distinzione tra il design filippino reso popolare da Flores e gli yo-yo più tradizionali sta nel modo in cui lo yo-yo è incordato. Nei modelli yo-yo più vecchi (e in alcuni rimasti poco costosi), la corda è legata all'asse tramite un nodo. Con questa tecnica, lo yo-yo va semplicemente avanti e indietro; ritorna facilmente ma non esegue altri particolari movimenti. Nel progetto di Flores, un pezzo continuo di corda, il doppio della lunghezza desiderata, viene attorcigliato attorno a qualcosa per produrre un cappio a un'estremità che viene adattato attorno all'asse. Chiamata anche looped slip-string, questa modifica apparentemente minore consente una varietà e una raffinatezza di movimento molto maggiori, grazie alla maggiore stabilità e sospensione del movimento durante la rotazione libera.
Poco dopo (1929 circa), l'imprenditore Donald F. Duncan riconobbe il potenziale di questa nuova moda e acquistò la Flores yo-yo Corporation e tutti i suoi beni, compreso il nome Flores, che fu trasferito alla nuova società nel 1932.
Il nome "Yo-yo" fu registrato nel 1932 come marchio da Sam Dubiner a Vancouver, Canada, e Harvey Lowe vinse il primo World Yo-Yo Contest a Londra, Inghilterra. Nel 1932 iniziarono a essere prodotti anche gli yo-yo svedesi Kalmartrissan.
Nel 1933, gli yo-yo furono banditi in Siria, perché molti locali superstiziosamente attribuivano al loro uso la grave siccità.
Nel 1946, la Duncan Toys Company aprì una fabbrica di yo-yo a Luck, nel Wisconsin. Il Duncan yo-yo è stato inserito nella National Toy Hall of Fame al The Strong di Rochester, New York, nel 1999.

### La rinascita degli anni '60
Il calo delle vendite dopo la seconda guerra mondiale spinse Duncan a lanciare una campagna di ritorno per il suo marchio "Yo-Yo" nel 1962 con una serie di spot televisivi.
In un caso relativo a un marchio nel 1965, una corte d'appello federale si pronunciò a favore della Royal Tops Company, stabilendo che yo-yo era diventato parte del discorso comune e che Duncan non aveva più diritti esclusivi sul termine. Dal 2020, Flambeau Plastics ha continuato a gestire l'azienda.

### Ascesa del cuscinetto a sfere
Con la diffusione della popolarità negli anni '70 e '80, ci furono una serie di innovazioni nella tecnologia yo-yo, principalmente riguardanti la connessione tra la corda e l'asse. Nel 1979, il dentista e celebrità dello yo-yo Tom Kuhn brevettò lo yo-yo "No Jive 3-in-1", creando il primo yo-yo "smontabile" al mondo, che consentiva ai giocatori di yo-yo di cambiare l'asse.
L'azienda svedese di cuscinetti SKF ha prodotto per un breve periodo nuovi yo-yo con cuscinetti a sfera nel 1984. Nel 1990, Kuhn ha introdotto lo yo-yo SB-2 con cambio in alluminio, rendendolo il primo yo-yo con cuscinetti a sfera di successo.
In tutti gli yo-yo transaxle, i cuscinetti a sfera riducono significativamente l'attrito quando lo yo-yo gira, consentendo acrobazie più lunghe e complesse. I successivi giocatori di yo-yo sfruttarono questa capacità a proprio vantaggio, creando nuovi trucchi che non erano stati possibili con i modelli ad asse fisso.
Sul mercato sono disponibili molti nuovi tipi di cuscinetti a sfere che si discostano dal design e/o dal materiale originale dei cuscinetti a sfere standard in acciaio inossidabile. Ad esempio, un certo tipo di cuscinetto ha una superficie curva rivolta verso l'interno, per evitare che la corda sfreghi sui lati dello yo-yo, causando attriti indesiderati durante l'esecuzione di acrobazie con le corde complesse. Altri produttori lo replicano con una superficie simile curvata verso l'interno, ma utilizzano piccole modifiche. Alcuni cuscinetti di fascia alta utilizzano compositi ceramici nelle sfere del cuscinetto, per ridurre l'attrito interno, garantendo ancora una volta una rotazione più fluida. Materiali preziosi come il rubino sono stati utilizzati anche come materiale nei prototipi di cuscinetti a sfera per le sue proprietà come l'estrema durezza. Il materiale è stato testato per la prima volta su un prototipo di cuscinetto realizzato da Wolf Yoyo Works nel maggio 2018.

### Yo-yo moderno
L'era successiva al boom dello yo-yo della fine degli anni '90 viene spesso definita l'era "moderna" dello yo-yo, caratterizzata da tecniche decisamente più complicate e sofisticate di quelle precedenti, oltre a una pletora di diversi design creati per soddisfare vari scopi di nicchia. Questa maggiore complessità del gioco è stata consentita dall'introduzione della tecnologia dei cuscinetti a sfera, che ha consentito agli yo-yo di girare molto più a lungo di quanto fosse possibile in precedenza. Questo, oltre all'avvento della tecnica del legame e dello yo-yoing insensibile ha dotato i giocatori di yo-yo di una libertà essenzialmente illimitata, con la quale sono stati in grado di creare una miriade di trucchi e tecniche.
Sulla scia di questa rivoluzione avvenuta nello yo-yo, è emerso un panorama di competizioni yo-yo adattate a questo stile moderno di gioco. Un esempio di tali competizioni è il World Yo-Yo Contest. Al di fuori della scena della competizione, i giocatori di yo-yo condividono regolarmente video dei loro trucchi su Internet; un luogo comune in cui i giocatori lo fanno è su Instagram, utilizzando l'hashtag "#trickcircle". Alcuni giocatori hanno riscontrato un modesto successo anche al di fuori della comunità yo-yo, diventando virali su TikTok, ottenendo un seguito significativo su YouTube, o essendo ospiti in programmi televisivi.

## Presunto utilizzo come armi
Non ci sono prove storiche valide che gli yo-yo siano mai stati usati come armi; Si ritiene che l'idea sia stata un espediente di marketing diffuso dai manifestanti di Duncan yo-yo nei primi anni dell'azienda. Indipendentemente da ciò, l'idea che gli yo-yo possano essere usati come armi persiste ancora oggi nella cultura pop, come nella serie televisiva cinese Blazing Teens e nella serie giapponese Guilty Gear dal personaggio Bridget (i cui yo-yo giganti i movimenti erano una sfida considerevole da animare). La popolare Sandbox Action-Adventure Terraria presenta molte armi yo-yo.

## Descrizione
Lasciando cadere il corpo rigido, ma tenendo fermo un capo del cordino, per effetto della gravità, le coppette scendono accumulando energia cinetica rotazionale e traslazionale. La particolarità dello yo-yo è che l'energia cinetica rotazionale è di un paio d'ordini di grandezza più grande di quella traslazionale. Quando il filo è completamente svolto si può non fare nulla e viene dissipata solo totalmente l'energia cinetica traslazionale, ma lo yo-yo continua a ruotare grazie all'energia rotazionale, se è libero, attorno al perno centrale (questo modo di operare viene detto "sleeper" dagli esperti del gioco). Se non è libero di ruotare attorno al perno, semplicemente il cordino è fissato sul perno, o viene applicata una opportuna tensione sul filo, che in parte compensa la poca energia perduta e in parte permette all'attrito di bloccare il filo sul perno, lo yo-yo può risalire lungo il filo fino a riavvolgersi completamente. Quindi è un apparente moto perpetuo. Ovviamente il lavoro della tensione del filo compensa la poca energia cinetica traslazionale dissipata nella parte finale di discesa.

## Tipologie
- classico - il cordino è fissato al perno centrale;
- moderno - il cordino è fissato ad un cuscinetto, ciò gli consente di rimanere a girare con l'energia ottenuta dal primo lancio senza tornare in mano (sleeper). Se il cuscinetto è reattivo, lo yo-yo si definisce "responsive", ovvero riavvolge il cordino quando viene richiamato, se invece il cuscinetto è non reattivo, o "sbenzinato", lo yo-yo si definisce "unresponsive", per richiamarlo è necessario effettuare un bind.

Lo yo-yo moderno si differenzia in altri due tipi:
- a frizione automatica - sfrutta al meglio l'energia rotazionale per far tornare su lo yo-yo con il minimo sforzo al punto di partenza;
- a cuscinetti a sfera - un piccolo cuscinetto permette innumerevoli evoluzioni (trick) grazie a sleeper lunghissimi. In questo caso si sfrutta la conservazione del momento angolare con i suoi effetti molto scenografici.

Tipi e modelli di yo-yo si differenziano tra loro per le svariate forme delle coppette e i diversi materiali con cui sono costruiti.

## Stili di gioco
In alcune competizioni, come nel "World Yoyo Contest" (WYYC), i vari stili di gioco sono:
- 1A (o A), in cui l'esecutore deve tenere lo yo-yo con il cordino legato al proprio dito
- 2A (o AA), in cui l'esecutore usa due yo-yo con i cordini legati alle proprie dita, uno yo-yo è tenuto nella mano destra, uno nella sinistra. Gli yo-yo sono responsive (looping).
- 3A (o AAA), in cui l'esecutore tiene due yo-yo con il cordino legato all'asse o al cuscinetto e al proprio dito, ma i due yo-yo sono unresponse.
- 4A (o AAAA), in cui l'esecutore tiene uno yo-yo non attaccato al cordino, quest'ultimo è legato al dito.
- 5A (o AAAAA), in cui l'esecutore tiene uno yo-yo con il cordino legato all'asse o al cuscinetto, ma non è legato al dito, e viene attaccato al cordino, dalla parte opposta allo yoyo, un piccolo oggetto che funge da contrappeso.

Il giocoliere sceglie lo yo-yo in base alle evoluzioni che intende fare e al suo livello di preparazione.

## Galleria d'immagini

Una dimostrazione che mostra il movimento verso il basso di uno yo-yo.
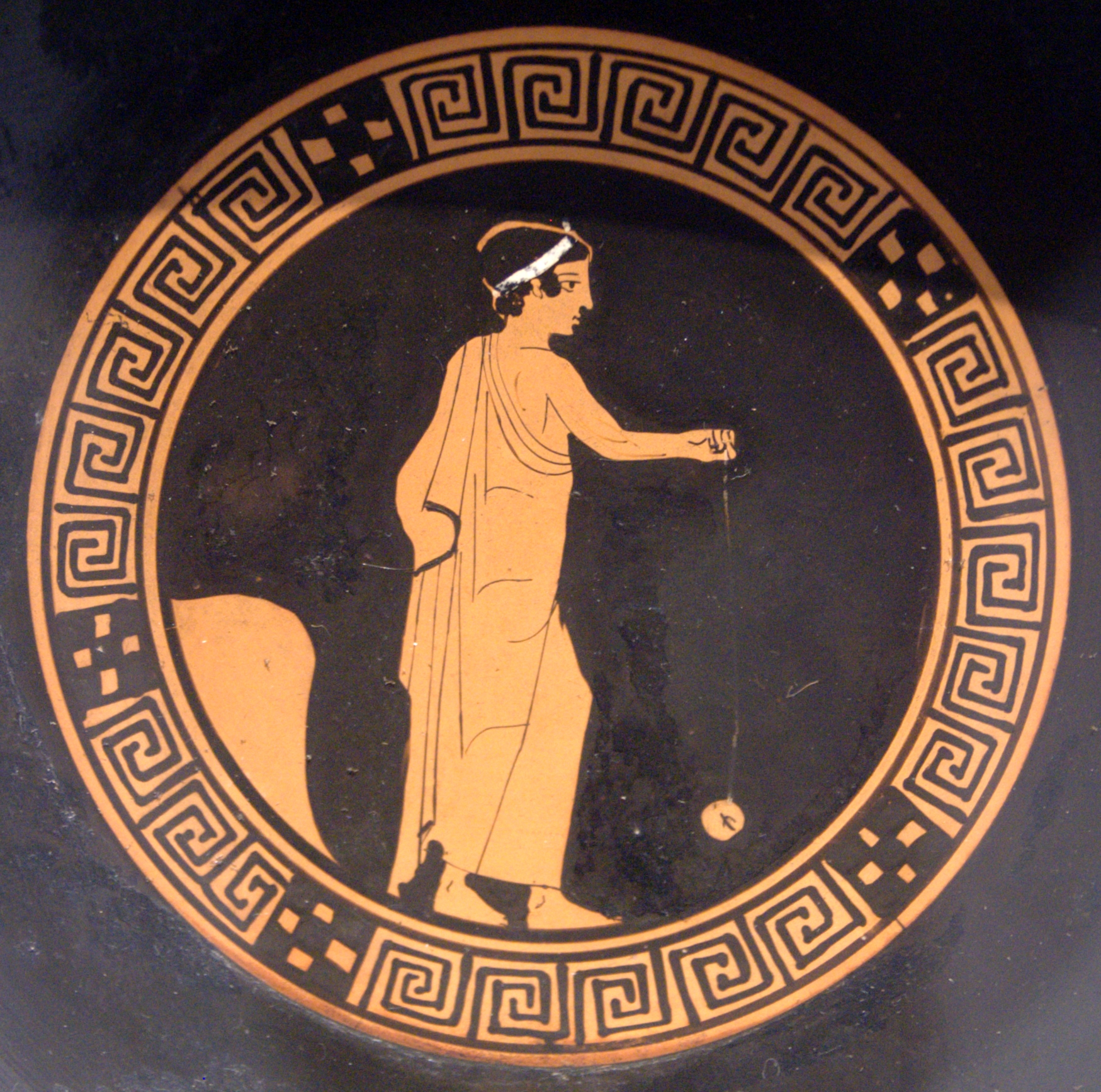
Ragazzo che gioca con uno yo-yo in terracotta, Kylix attica, c. 440 a.C.
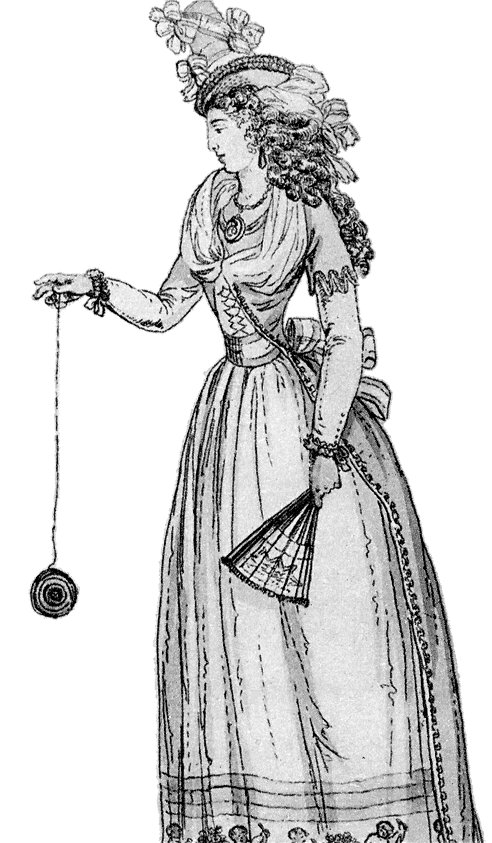
Un'illustrazione del 1791 di una donna che gioca con una prima versione dello yo-yo, che allora era chiamato "bandalore".
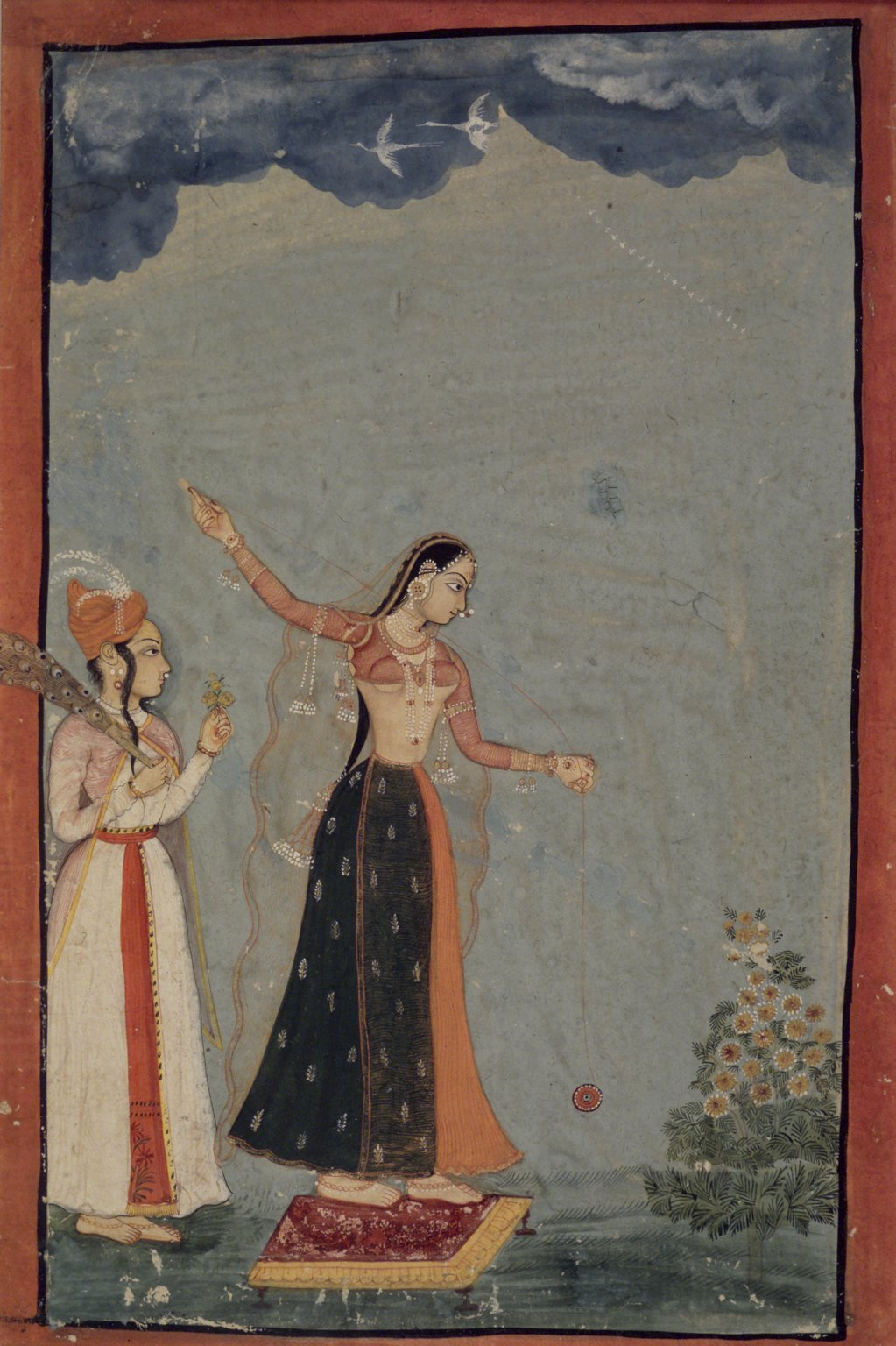
Signora con uno yo-yo, India settentrionale (Rajasthan, Bundi o Kota), c. 1770, Acquerello opaco e oro su carta.
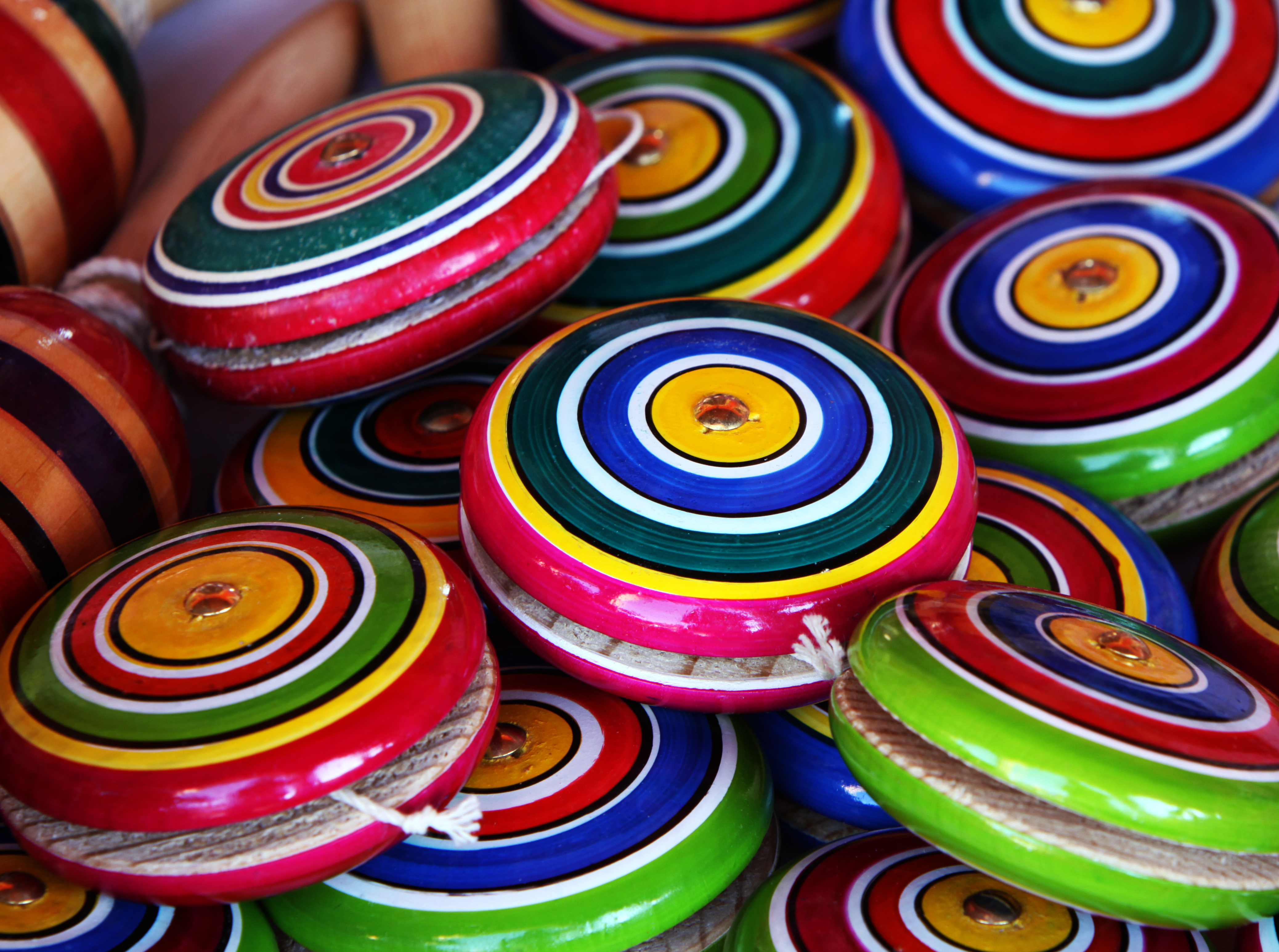
Dopo che lo yo-yo fu introdotto negli Stati Uniti, si diffuse in Messico: nella foto è raffigurata una pila di yo-yo messicani in legno fatti a mano.
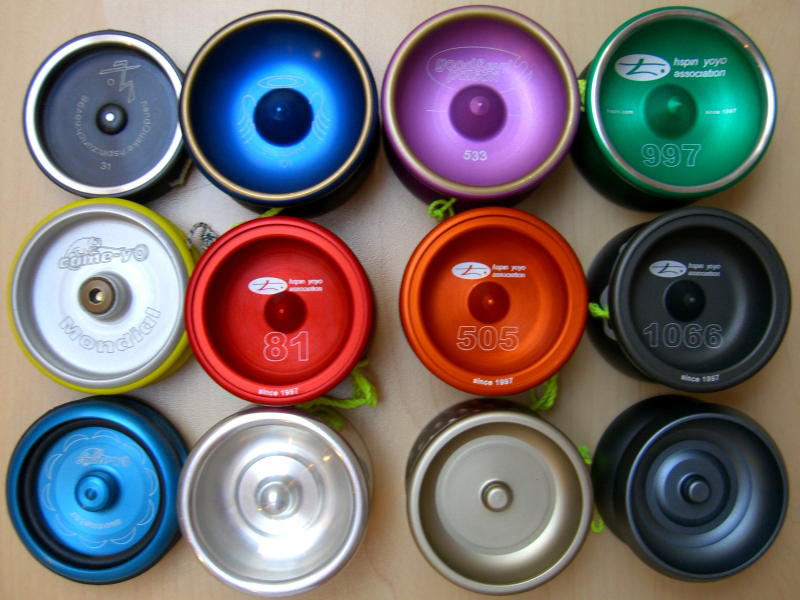
Yo-yo moderni, alcuni realizzati sia in alluminio che in acciaio inossidabile.